# Ácido 3-amino-4-hidroxibenzenossulfônico
Ácido 3-amino-4-hidroxibenzenossulfônico ou ácido 3-azanil-4-hidroxibenzenessulfônico, citado n a literatura como 3,4-AHBS (do inglês 3-amino-4-hydroxybenzenesulfonic acid) é o composto orgânico de fórmula C6H7NO4S, SMILES C1=CC(=C(C=C1S(=O)(=O)O)N)O e massa molecular 189,18908. É classificado com o número CAS 98-37-3, número de registro Beilstein, número EC 202-662-8, número MDL MFCD00007696 e PubChem Substance ID 24846256. Forma hidratos com várias moléculas de água de hidratação para uma de suas moléculas.
É um dos derivados do ácido 3-amino-4-hidroxibenzoico (3,4-AHBA) que é metabolizado por Streptomyces murayamaensis por meio de uma enzima oxidase que contém cobre em sua estrutura.

## Como intermediário de corantes
É intermediário na síntese de diversos corantes, tais como:

### Corantes reativos
- Vermelho reativo 6 (número CAS 16038-15-6, C.I. 17965 ), em diazotação e copulação com o ácido 2-amino-5-hidroxinaftaleno-1,7-dissulfônico, posteriormente condensação com  2,4,6-tricloro-1,3,5-triazina, formando finalmente um complexo de cobre na proporção de 1:1.[6]
- Azul reativo 160 e (número CAS 71872-76-9, C.I. 137160), que apresenta fotodegradação quando em presença de óxido de zinco na forma de pó de escala nanométrica.[7]
- Violeta reativo 2 (número CAS 8063-57-8, C.I. 18157), em diazotação do ácido 3-amino-4-hidroxibenzenossulfônico, copulação com o ácido 4-amino-5-hidroxinaftaleno-2,7-dissulfônico em condições alcalinas, posterior complexação com sulfato de cobre, e condensação com 2,4,6-tricloro-1,3,5-triazina,, e então condensação em meio aquoso com fenol, na presença de amônia.[8]
- Vermelho reativo 7 (número CAS 12226-06-1, C.I. 17912), em diazotação do ácido 3-amino-4-hidroxibenzenossulfônico, copulação com o ácido 7-amino-4-hidroxinaftaleno-2-sulfônico em condições alcalinas, e então condensação com 2,4,6-tricloro-1,3,5-triazina e ácido 3-aminobenzenossulfônico, eventualmente formando complexo de cobre.[9]
- Azul reativo 216 (número CAS 131257-18-6, C.I. 137155), corante pertencente ao grupo dos corantes formazan.[10]
- Azul reativo 104 (número CAS 61951-74-4), por nitrificação do benzaldeído com mistura sulfonítrica, posterior redução, acilação com anidrido acético, novamente nitrificação com mistura sulfonítrica, redução com ferro em pó e ácido clorídrico, condensação com ácido 4-formilbenzeno-1,3-dissulfônico, condensação ácida com ácido 3-amino-4-hidroxibenzenossulfônico, complexação com cobre e condensação com 5-cloro-2,4,6-trifluoropirimidina.[11]
- Azul reativo 221 (número CAS 93051-41-3), um corante complexo de cobre a base de formazan.[12]

### Corantes mordentes
- Vermelho mordente 5 (número CAS 3564-26-9, C.I. 14290), em diazotação do ácido 3-amino-4-hidroxibenzenossulfônico e copulação com o resorcinol.[13]
- Castanho mordente 13 (também chamado castanho mordente B, número CAS 6054-80-4, C.I. 13225), em diazotação do ácido 3-amino-4-hidroxibenzenossulfônico e copulação com benzeno-1,3-diamina.[14]
- Laranja mordente 37 (número CAS 6441-98-1, C.I. 18730), em diazotação do ácido 3-amino-4-hidroxibenzenossulfônico e copulação com 3-metil-1-fenil-1H-pirazol-5(4H)-ona.[15]
- Azul mordente 31 (número CAS 3270-25-5, C.I. 16675), em diazotação do ácido 3-amino-4-hidroxibenzenossulfônico e copulação com ácido 4,5-di-hidroxinaftaleno-2,7-dissulfônico.[16]
- Castanho mordente 65 (número CAS 5852-26-6, C.I. 28670), em diazotação do ácido 3-amino-4-hidroxibenzenossulfônico e copulação com 7-aminonaftalen-2-ol, o produto novamente diazotado, e copulação com 3-metil-1-fenil-1H-pirazol-5(4H)-ona.[17]
- Negro mordente 9 (número CAS 2052-25-7, C.I. 6500), em diazotação do ácido 3-amino-4-hidroxibenzenossulfônico e copulação com o naftaleno-1,5-diol.[18]
- Violeta mordente 5 (número CAS 2092-55-9, C.I. 15670), em diazotação do ácido 3-amino-4-hidroxibenzenossulfônico e copulação com o naftaleno-2-ol.[19]

### Corantes diretos
- Vermelho direto 243 (número CAS 86543-85-3, C.I. 29315), por diazotação do ácido 3-amino-4-hidroxibenzenossulfônico em condições alcalinas, e copulação com ácido 7-amino-4-hidroxinaftaleno-2-sulfônico. O produto em condensação com 2,4,6-tricloro-1,3,5-triazina forma um produto a ser posteriormente reagido. Diazotação do ácido 2-amino-5-metoxibenzenossulfônico e copulação com o ácido 7-amino-4-hidroxinaftaleno-2-sulfônico, e novamente condensação com o produto obtido da condensação anterior, e desse novo produto, condensação com 2-aminoetanol.[20]
- Castanho direto 100 (número CAS 10127-06-7, C.I. 35800), por diazotação do ácido 3-amino-4-hidroxibenzenossulfônico, e copulação com o resorcinol, em água a 30°C com processamento com sulfato de cobre II, obtendo o complexo de cobre. Diazotação do ácido 7-aminonaftaleno-1,3-dissulfônico, com copulação com m-toluidina, novamente diazotação, novamente copulação do produto com m-toluidina, e então condensação com condensação com cloreto de 4-nitrobenzoíla, procedendo a redução dos grupos nitro para ambos os nitrogênios de grupo amino, e a geração de copulação dos componentes copulados.[21]
- Vermelho direto 99 (número CAS 6837-87-2, C.I. 29167), produção de um primeiro intermediário por diazotação de ácido 2-aminobenzoico, copulação com N,N’-bis(4-hidroxi-2-sulfonaftaleno-7-il)ureia, diazotação do ácido 3-amino-4-hidroxibenzenossulfônico e fazendo-se a copulação dos dois produtos intermediários, e então, levando à formação de um complexo de cobre.[22]
- Castanho direto 95 (número CAS 16071-86-6, C.I. 30145), obtido por dupla nitretação da 4-(4-aminofenil)benzenamina, primeiramente copulada com ácido 2-hidroxibenzoico, e então diazotação de ácido 3-amino-4-hidroxibenzenossulfônico, e copulação com resorcinol, na forma de complexo de cobre de compostos de nitrogênio individuais acidentalmente acoplados.[23]
- Violeta direto 56 (número CAS 6408-20-4, C.I. 17510), por diazotação do ácido 3-amino-4-hidroxibenzenossulfônico em condições alcalinas, e copulação com ácido 4-hidroxi-7-(fenilamino)naftaleno-2-sulfônico,  e então, levando à formação de um complexo de cobre.[24]

### Corantes ácidos
- Amarelo ácido 118 (número CAS 5601-29-6), em diazotação do ácido 3-amino-4-hidroxibenzenossulfônico, e copulação com 3-oxo-N-fenilbutanamida, e então complexação clorada com cobalto e filtração.[25]